# Child Soldiers International
Child Soldiers International, precedentemente nota come Coalition to Stop the Use of Child Soldiers ("Coalizione per fermare l'uso di bambini soldato"), è stata un'organizzazione non governativa creata nel maggio del 1998 per promuovere l'adozione e l'adesione di "legal standards" nazionali, regionali ed internazionali (includendo anche un Protocollo Opzionale della Convenzione dei Diritti dei Bambini) che proibiscono il reclutamento e l'uso militare di qualsiasi persona con età inferiore ai 18 anni; questi principi vengono applicati a tutti gli eserciti e a tutti i gruppi armati, sia governativi che non governativi.
Il 7 giugno 2019 la coalizione ha cessato completamente le proprie attività.

## Storia
La coalizione fu fondata da sei organizzazioni non governative internazionali:
- Amnesty International
- Human Rights Watch
- the International Save the Children Alliance
- Jesuit Refugee Service
- the Quaker United Nations Office - Ginevra, e
- International Federation Terre des Hommes

A queste successivamente si aggiunsero:
- Defence for Children International
- World Vision International, e
- ONG regionali dell'America Latina, Africa, Asia e del Pacifico.